# Dieu a besoin des hommes
Dieu a besoin des hommes é um filme de drama francês de 1950 dirigido por Jean Delannoy, baseado no livro de Henri Queffelec, Un recteur de l'Île de Sein. No Festival Internacional de Cinema de Berlim 1961 o filme ganhou o Prêmio Especial para uma Excelente Realização Cinematográfica.

## Elenco
- Pierre Fresnay como Thomas Gourvennec
- Madeleine Robinson como Jeanne Gourvennec
- Daniel Gélin como Joseph Le Berre
- Daniel Ivernel como François Guiller
- Andrée Clément como Scholastique Kerneis
- Lucienne Bogaert como Anaïs Le Berre
- Sylvie como Coise Karbacen
- Marcelle Géniat como la mère Gourvennec
- Germaine Kerjean como  Kerneis
- Cécyl Marcyl como la vieile
- Charles Bouillaud como le gendarme
- Louise Andrès
- Antoine Balpêtré como le mère Gourvennec
- Jean Brochard como l’abbé Kerhervé, le recteur de Lescoff
- Jean Carmet como Yvon
- Georges Cerf
- Gérard Darrieu
- Marcel Delaître
- Jean Favre-Bertin
- René Génin
- Jérôme Goulven
- Jeanne Herviale
- Pierre Latour
- Serge Lecointe
- Henri Maïk
- Christian Martaguet
- Albert Michel como le Bail
- Jean-Pierre Mocky como Pierre
- Pierre-Jacques Moncorbier
- Raphaël Patorni
- Fernand René
- Pierre Salas
- Jean d'Yd